# Sérgio da Capadócia
São Sérgio, mártir cristão na Cesareia Mázaca, na Capadócia, no ano de 304, no tempo do imperador Diocleciano.
Nada foi escrito sobre ele nos registros gregos e bizantinos da Igreja dos primeiros tempos. Entretanto, ele passou a ter popularidade no Ocidente, graças a uma página latina, datada da época do imperador romano Diocleciano, onde se descreve todo seu martírio e o lugar onde foi sepultado.
O texto diz que no ano 304, vigorava a mais violenta perseguição já decretada contra os cristãos, ordenada pelo imperador Diocleciano. Todos os governadores dos domínios romanos, sob pena do confisco dos bens da família e de morte, tinham de executá-la. Entretanto alguns, já simpatizantes dos cristãos, tentavam em algum momento amenizar as investidas. Não era assim que agia Sapricio, um homem bajulador, oportunista e cruel que administrava a Armênia e a Capadócia, atual Turquia.
A narrativa seguiu dizendo que durante as celebrações anuais em honra do deus Júpiter, Sapricio, estava na cidade de Cesarea da Capadócia, junto com um importante senador romano. Num gesto de extrema lealdade, ordenou que todos os cristãos da cidade fossem levados para diante do templo pagão, onde seriam prestadas as homenagens àquele deus, considerado o mais poderoso de todos, pelos pagãos. Caso não comparecessem e fossem denunciados seriam presos e condenados à morte.
Poucos conseguiram fugir, a maioria foi ao local indicado, que ficou tomado pela multidão de cristãos, à qual se juntou Sérgio. Ele era um velho magistrado, que há muito tempo havia abandonado a lucrativa profissão para se retirar à vida monástica, no deserto. Foi para Cesarea, seguindo um forte impulso interior, pois ninguém o havia denunciado, o povo da cidade não se lembrava mais dele, podia continuar na sua vida de reclusão consagrada, rezando pelos irmãos expostos aos martírios. A sua chegada causou grande surpresa e euforia, os cristãos desviaram toda a atenção para o respeitado monge, gerando confusão. O sacerdote pagão que preparava o culto ficou irado. Precisava fazer com que todos participassem do culto à Júpiter, o qual, segundo ele, estava insatisfeito e não atendia as necessidades do povo. Desta forma, o imperador seria informado pelo seu senador e o cargo de governador continuaria com Sapricio. Mas, a presença do monge produziu o efeito surpreendente de apagar os fogos preparados para os sacrifícios. Os pagãos atribuíram imediatamente a causa do estranho fenômeno aos cristãos, que com suas recusas haviam irritado ainda mais o seu deus.

Sérgio, então se colocou à frente e explicou que a razão da impotência dos deuses pagãos era que estavam ocupando um lugar indevido e que só existia um único e verdadeiro Deus onipotente, o venerado pelos cristãos. Imediatamente foi preso, conduzido diante do governador, que o obrigou a prestar o culto à Júpiter. Sérgio não renegou a Fé, por isto morreu decapitado naquele mesmo instante. Era o dia 24 de fevereiro. O corpo do mártir, recolhido pelos cristãos, foi sepultado na casa de uma senhora muito religiosa. De lá as relíquias foram transportadas para a cidade andaluza de Ubeda, na Espanha. 